# World Tour w siatkówce plażowej 2012
World Tour w siatkówce plażowej 2012 to profesjonalne rozgrywki organizowane przez  FIVB składające się z 11 turniejów męskich z czego 8 turniejów Grand Slam oraz 12 turniejów żeńskich również zawierające 8 turniejów Grand Slam.

## Zawody

### Klasyfikacja turniejów
| Grand Slam |
| Open       |

### Mężczyźni
| Turniej                                                                     | 1 miejsce                                            | 2 miejsce                           | 3 miejsce                                               | 4 miejsce                            |
| --------------------------------------------------------------------------- | ---------------------------------------------------- | ----------------------------------- | ------------------------------------------------------- | ------------------------------------ |
| Brasilia Open Brasília, Brazylia 17 - 22 kwietnia                           | Phil Dalhausser Todd Rogers 21-17, 21-18             | Matt Fuerbringer Nick Lucena        | Pedro Cunha Ricardo Santos 21-18, 21-14                 | Adrián Gavira Pablo Herrera          |
| Silesia Open Mysłowice, Polska 24 - 29 kwietnia                             | Pedro Cunha Ricardo Santos 21-8, 19-21, 15-13        | Márcio Araújo Pedro Solberg Salgado | Adrián Gavira Pablo Herrera 21-16, 21-11                | Daniele Lupo Paolo Nicolai           |
| Shanghai Grand Slam presented by Jinshan Xinchen Szanghaj, Chiny 1 - 6 maja | Phil Dalhausser Todd Rogers 21-19, 22-24, 15-11      | Jake Gibb Sean Rosenthal            | Márcio Araújo Pedro Solberg Salgado 16-21, 21-15, 15-13 | Benjamin Insfran Bruno Oscar Schmidt |
| Beijing Grand Slam Pekin, Chiny 8 - 13 maja                                 | Reinder Nummerdor Richard Schuil 21-11, 21-16        | Daniele Lupo Paolo Nicolai          | Emanuel Rego Alison Cerutti 21-13, 21-16                | Jake Gibb Sean Rosenthal             |
| Patria Direct Prague Open Praga, Czechy 22 - 27 maja                        | Pedro Cunha Ricardo Santos 21-15, 19-21, 15-10       | Emanuel Rego Alison Cerutti         | Phil Dalhausser Todd Rogers 21-13, 21-19                | Márcio Araújo Pedro Solberg Salgado  |
| Moscow Grand Slam Moskwa, Rosja 7 - 12 czerwca                              | Emanuel Rego Alison Cerutti 21-16, 29-27             | Reinder Nummerdor Richard Schuil    | Pedro Cunha Ricardo Santos 21-19, 21-14                 | Julius Brink Jonas Reckermann        |
| Smart Grand Slam Rome Rzym, Włochy 13 - 17 czerwca                          | Jake Gibb Sean Rosenthal 21-13, 21-12                | Emanuel Rego Alison Cerutti         | Sébastien Chevallier Sascha Heyer 23-21, 21-13          | Matt Fuerbringer Nick Lucena         |
| 1 to 1 Energy Grand Slam Gstaad, Szwajcaria 3 - 8 lipca                     | Mārtiņš Pļaviņš Jānis Šmēdiņš 21-17, 21-17           | Emanuel Rego Alison Cerutti         | Daniele Lupo Paolo Nicolai 21-19, 21-18                 | Phil Dalhausser Todd Rogers          |
| Smart Grand Slam Berlin 2012 Berlin, Niemcy 10 - 14 lipca                   | Emanuel Rego Alison Cerutti 21-17, 15-21, 15-11      | Jake Gibb Sean Rosenthal            | Grzegorz Fijałek Mariusz Prudel 21-18, 21-19            | Reinder Nummerdor Richard Schuil     |
| A1 Grand Slam presented by ERGO Klagenfurt, Austria 17 - 22 lipca           | Reinder Nummerdor Richard Schuil 14-21, 21-12, 15-13 | Márcio Araújo Pedro Solberg Salgado | Jake Gibb Sean Rosenthal walkower                       | Phil Dalhausser Todd Rogers          |
| Mazury Orlen Grand Slam Stare Jabłonki, Polska 14 - 19 sierpnia             | Mārtiņš Pļaviņš Jānis Šmēdiņš 21-19, 22-20           | Clemens Doppler Alexander Horst     | Phil Dalhausser Todd Rogers walkower                    | Jake Gibb Sean Rosenthal             |

### Kobiety
| Turniej                                                                               | 1 miejsce                                                | 2 miejsce                            | 3 miejsce                                            | 4 miejsce                            |
| ------------------------------------------------------------------------------------- | -------------------------------------------------------- | ------------------------------------ | ---------------------------------------------------- | ------------------------------------ |
| Brasilia Open Brasília, Brazylia 15 - 20 maja                                         | Xue Chen Zhang Xi 21-17, 21-15                           | Talita Antunes Maria Antonelli       | Greta Cicolari Marta Menegatti 21-14, 17-21, 15-13   | Juliana Felisberta Larissa França    |
| Olympic Bay Sanya Open Sanya, Chiny 24 - 29 kwietnia                                  | Talita Antunes Maria Antonelli 21-17, 17-21, 15-13       | Juliana Felisberta Larissa França    | Xue Chen Zhang Xi 21-16, 21-17                       | Barbara Hansel Sara Montagnolli      |
| Shanghai Grand Slam presented by Jinshan Xinchen Szanghaj, Chiny 30 kwietnia - 5 maja | Xue Chen Zhang Xi 21-17, 21-18                           | Talita Antunes Maria Antonelli       | Juliana Felisberta Larissa França 29-27, 21-13       | Sanne Keizer Marleen Van Iersel      |
| Beijing Grand Slam Pekin, Chiny 7 - 12 maja                                           | Juliana Felisberta Larissa França 21-13, 21-15           | Greta Cicolari Marta Menegatti       | Sanne Keizer Marleen Van Iersel 21-14, 24-26, 16-14  | Katrin Holtwick Ilka Semmler         |
| Moscow Grand Slam Moskwa, Rosja 6 - 11 czerwca                                        | Xue Chen Zhang Xi 21-14, 21-14                           | Kerri Walsh Misty May                | Juliana Felisberta Larissa França 19-21, 21-18, 15-8 | Talita Antunes Maria Antonelli       |
| Smart Grand Slam Rome Rzym, Włochy 12 - 17 czerwca                                    | Simone Kuhn Nadine Zumkehr 21-12, 21-18                  | Sara Niedrig Laura Ludwig            | Jennifer Kessy April Ross 21-17, 15-21, 15-13        | Greta Cicolari Marta Menegatti       |
| 1 to 1 Energy Grand Slam Gstaad, Szwajcaria 2 - 7 lipca                               | Kerri Walsh Misty May 21-10, 21-13                       | Sanne Keizer Marleen Van Iersel      | Simone Kuhn Nadine Zumkehr 21-18, 21-16              | Katrien Gielen Liesbeth Mouha        |
| Smart Grand Slam Berlin 2012 Berlin, Niemcy 11 - 15 lipca                             | Juliana Felisberta Larissa França 21-16, 21-18           | Xue Chen Zhang Xi                    | Greta Cicolari Marta Menegatti 21-13, 21-19          | Katrin Holtwick Ilka Semmler         |
| A1 Grand Slam presented by ERGO Klagenfurt, Austria 16 - 22 lipca                     | Jekatierina Birłowa Evgeniya Ukolova 21-13, 25-27, 15-10 | Madelein Meppelink Sophie van Gestel | Talita Antunes Maria Antonelli walkower              | Xue Chen Zhang Xi                    |
| Mazury Orlen Grand Slam Stare Jabłonki, Polska 13 - 18 sierpnia                       | Juliana Felisberta Larissa França 21-16, 22-20           | Greta Cicolari Marta Menegatti       | Katrin Holtwick Ilka Semmler 23-25, 26-24, 15-13     | Jekatierina Birłowa Evgeniya Ukolova |
| PAF Open Åland, Finlandia 28 sierpnia - 2 września                                    | Katrin Holtwick Ilka Semmler 21-18, 19-21, 15-9          | Elsa Baquerizo Liliana Fernández     | Jekatierina Birłowa Evgeniya Ukolova 21-19, 25-23    | Simone Kuhn Nadine Zumkehr           |
| Bangsaen Thailand Open powered by PTT Bang Saen, Tajlandia 23 - 28 października       | Jennifer Kessy April Ross 21-17, 21-19                   | Jekatierina Birłowa Evgeniya Ukolova | Ágatha Bednarczuk Bárbara Seixas 19-21, 21-19, 15-9  | Nicole Branagh Lauren Fendrick       |